# Narcoserie

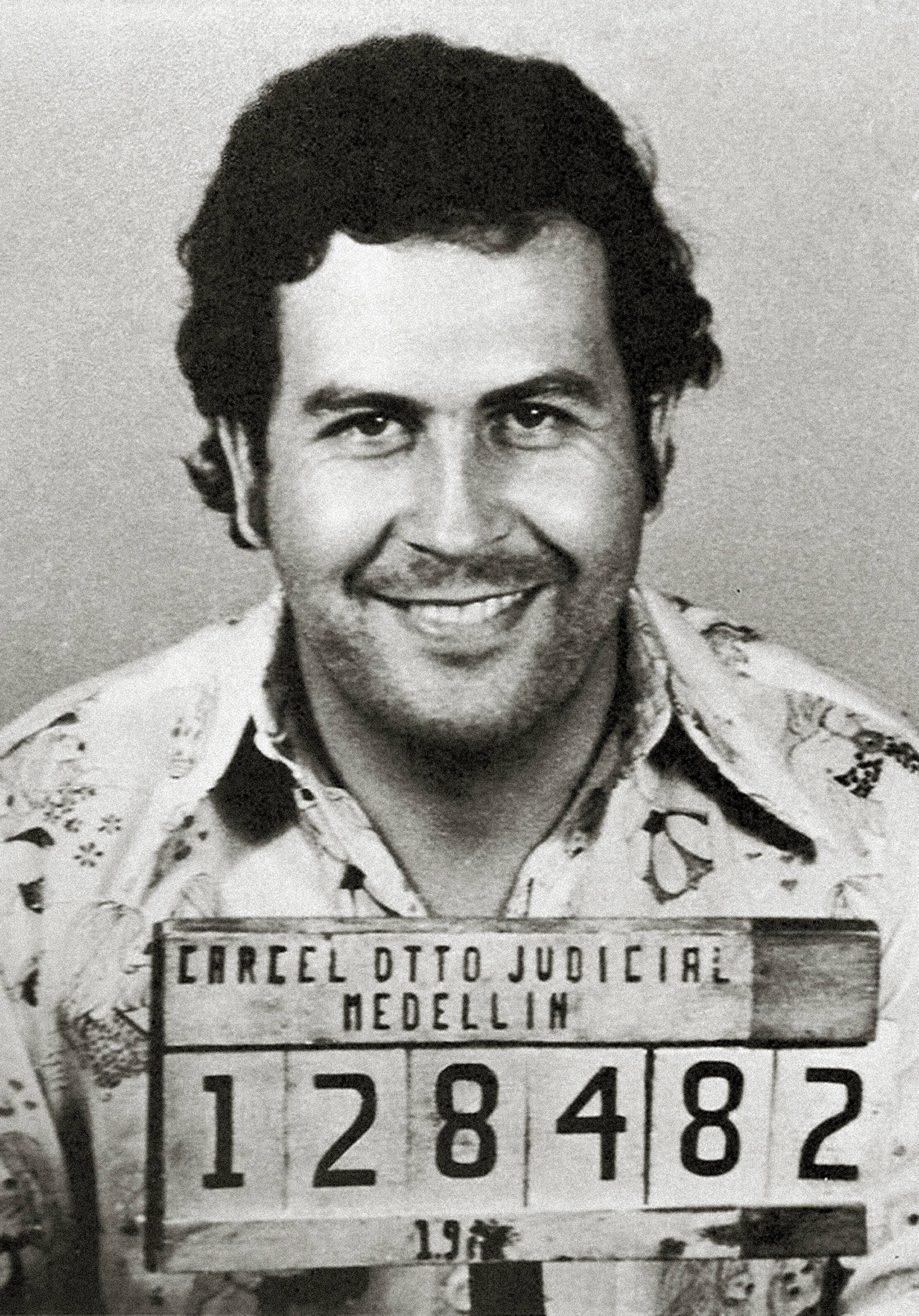
El narcotraficante Pablo Escobar se ha convertido en un ícono de la cultura popular a nivel mundial y principal símbolo de la narcocultura.

Una narcoserie (conocida también como narconovela o narcotelenovela) es un género televisivo de origen mexicano y colombiano,[cita requerida] el cual es producido originalmente en varios países de América Latina, especialmente Colombia y México. Generalmente cuenta una historia que puede ser real o ficticia y generalmente de argumento melodramático a lo largo de varios capítulos, enmarcado especialmente en la violencia, la prostitución y en todo lo que se genera a partir de la cultura del narcotráfico.
Estas series señalan a México, Colombia y gran parte de América Central y del Sur como los mayores productores y distribuidores de sustancias químicas estupefacientes, y la corrupción y la impunidad en estos países.
La popularidad de las narcoseries ha sido criticada a pesar de que ha alcanzado altos niveles de sintonía y éxito a nivel internacional. Las críticas repudian que se explote "la drogadicción, la prostitución, las drogas y los asesinatos" para sacar provecho de la miseria y falta de ética, en la que los malos son los héroes. Las narconovelas, y demás narco-filmografía ha ayudado a imponer una imagen esteriotípica de los colombianos y el país en el exterior. El nombre de narcotraficantes asesinos como Pablo Escobar ha pasado a ser glorificado tanto en series a nivel mundial como Hollywood o sitios web de streaming como Netflix, por lo que el término "narco", ha sido catalogado como "sinónimo de colombiano".
Uno de los mayores exponentes del género de narconovelas en los países de habla hispana es el libretista colombiano Gustavo Bolívar.

## Historia
La serie de televisión colombiana Sin tetas no hay paraíso, escrita por el guionista colombiano Gustavo Bolívar y transmitida por Caracol Televisión en 2006, es considerada como la primera producción del mundo en tratar y detallar el tema del narcotráfico en la televisión, dando origen de esta forma al género televisivo conocido como narcoserie o narconovela. Fue pionera en Colombia e Hispanoamérica en el exitoso género conocido popularmente como narconovela, el cual ha recibido críticas por algunos sectores de la sociedad que argumentan la promoción de violencia y antivalores en sus contenidos.

## Evolución
- La mala hierba, serie de televisión colombiana realizada por Caracol Televisión para la Primera Cadena, basada en la novela homónima escrita por Juan Gossaín y adaptada por Martha Bossio de Martínez siendo la precursora en tratar el tema del narcotráfico desde la Bonanza marimbera.[12][13][14][15]
- Sin tetas no hay paraíso, serie de televisión colombiana realizada por Caracol Televisión y escrita por el guionista colombiano Gustavo Bolívar, es considerada como la primera producción del mundo en tratar y detallar el tema del narcotráfico en la televisión, dando origen de esta forma al género televisivo conocido como narcoserie o narconovela.[11]
- Pandillas, guerra y paz, serie de televisión colombiana producida por Fox Telecolombia para el Canal 1 y RCN Televisión, abarca diferentes problemáticas que afectan a la juventud colombiana, entre ellas el microtráfico y la drogadicción.[16][17]
- Poder Paralelo, telenovela brasileña producida y transmitida por RecordTV, inspirada en el libro Honra ou Vendetta, del periodista Silvio Lancelotti.
- Escobar, el patrón del mal, serie de televisión colombiana que narra la vida del capo colombiano Pablo Escobar Gaviria, jefe del Cartel de Medellín.[18]
- Las series de televisión colombianas El capo y La viuda de la mafia de RCN Televisión, giran en torno al mundo del narcotráfico.
- Las dos temporadas de la serie de televisión colombiana El cartel de Caracol Televisión, basadas en la novela homónima de Andrés López López, narran la historia del Cartel del Norte del Valle y sus líderes.
- Las series de televisión Las muñecas de la mafia,[19] Sin tetas no hay paraíso, y sus posteriores versiones, tanto la española,[20] como la estadounidense, (incluyendo su secuela Sin senos sí hay paraíso[21]), tratan el rol que desempeñan las mujeres en el mundo del narcotráfico.
- El Bronx, serie de televisión colombiana escrita por Gustavo Bolívar y producida por Fox Telecolombia para Caracol Televisión en el año 2017, basada en los eventos ocurridos en el sector El Bronx, un lugar que se encuentra ubicado en el centro de Bogotá, en donde la gente vivía en la miseria, las drogas y el crimen organizado.[22]
- La novela La reina del sur y su adaptación para la televisión de Arturo Pérez-Reverte, gira en torno al narcotráfico.[23]
- El señor de los cielos, serie de televisión colombo-mexicana-estadounidense basada en la novela homónima de Andrés López López que lleva 6 temporadas al aire, está relacionada con el narcotráfico en México, centrándose exactamente en la vida de Amado Carrillo Fuentes, uno los grandes capos que tuvo México.
- Alias el Mexicano, serie de televisión que narra la vida del capo del Cartel de Medellín, Gonzalo Rodríguez Gacha.
- Tres Caínes, serie de televisión que narra la historia de los hermanos Castaño (Fidel, Carlos y Vicente), jefes paramilitares colombianos que terminaron involucrados en el negocio del narcotráfico.
- Señora Acero (con 5 temporadas) serie de televisión mexicana-estadounidense de Telemundo.
- El Chema, serie de televisión mexicana-estadounidense transmitido por Telemundo y un spin-off de la serie El señor de los cielos.
- El Chapo, serie de televisión estadounidense coproducida por Netflix y Univisión que narra la vida de Joaquín Guzmán Loera sobre sus inicios en 1985, cuando era miembro del Cártel de Guadalajara, hasta su aumento de poder y su última caída.
- Breaking Bad, la aclamada serie de televisión estadounidense narra la historia de un profesor con cáncer y su introducción al mundo de las drogas y el narcotráfico.
- Fariña, serie de televisión española, basada en el libro homónimo de Nacho Carretero estrenada en Antena 3 en 2018.
- La viuda negra, serie de televisión y telenovela colombiana creada por RTI Televisión para Caracol Televisión y Televisa. Es la adaptación del libro La patrona de Pablo Escobar de José Guarnizo basada en la historia de la narcotraficante Griselda Blanco, conocida como "La reina de la coca".
- Perseguidos, serie de televisión mexicana, producida por Fox Telecolombia para Imagen Televisión y Telemundo. Es la nueva versión de la serie colombiana El capo.
- Narcos, serie de televisión colombiana-estadounidense distribuida por Netflix que narra el ascenso y caída del narcotraficante Pablo Escobar, intentando enfocar la narración de manera ecuánime desde el punto de vista del propio Escobar y de los agentes de la DEA que lucharon por atraparlo (1° y 2° temporada) y de la ofensiva contra el Cartel de Cali, la organización rival de Escobar (3° temporada).
- Sobreviviendo a Escobar, alias JJ, serie de televisión colombiana de drama criminal producida por Asier Aguilar para Caracol Televisión,[24] basada en el libro escrito por Jhon Jairo Velásquez, el lugarteniente y mano derecha de Pablo Escobar.
- Narcos: Mexico, serie de televisión mexicana-estadounidense creada y producida por Carlo Bernard y Doug Miro y distribuida por Netflix. La serie originalmente estaba pensada para ser la cuarta temporada de la serie original de Netflix Narcos, pero finalmente se reinició desarrollándose como una serie complementaria centrada en el tráfico de drogas ilegales en México, mientras que la serie original se centró en el tráfico de drogas ilegales en Colombia. Explora los orígenes de la guerra moderna contra las drogas en México y traza el surgimiento del Cártel de Guadalajara fundada por Miguel Ángel Félix Gallardo unificando a los traficantes a construir un imperio.
- Querer sin Límites, telenovela brasileña producida por la televisora Globo. Uno de sus personajes principales está basada en la narcotraficante brasileña Fabiana Escobar, apodada de "Baronesa do pó" (Baronesa del polvo).
- Metástasis, serie de televisión colombiana producida por Teleset y Sony Pictures Television para UniMás y Caracol Televisión,[25] adaptación colombiana de la serie de televisión estadounidense, Breaking Bad.
- Amar y vivir (1988), serie colombiana producida por Colombiana de Televisión para Cadena Uno en 1988. Original de Germán Escallón con libretos de Carlos Duplat.
- Amar y vivir (2020), serie de televisión colombiana producida por Fox Telecolombia para Caracol Televisión en 2020. Es una versión moderna de la historia que se encuentra basada en la serie de televisión homónima de 1988, original de Germán Escallón y Carlos Duplat.